# Porcellionides minutissimus
Porcellionides minutissimus är en kräftdjursart som först beskrevs av David R. Boone 1918.  Porcellionides minutissimus ingår i släktet Porcellionides och familjen Porcellionidae. Inga underarter finns listade i Catalogue of Life.